# Suleiman II (Roum)
Pour les articles homonymes, voir Suleiman et Rukn ad-Dîn.
Rukn ad-Dîn al-Qâhir Suleyman Châh ben Qilij Arslân, Süleyman Şah ou Süleyman II Shah est un sultan seldjoukide de Rum (1197-1204). Il est le troisième fils de Kay Khusraw Ier. Il démet son aîné Kay Khusraw Ier et lui succède en 1197.

## Biographie de Süleyman II Shah

### Le partage du sultanat par Kılıç Arslan II
En 1186/87, Kılıç Arslan II, âgé et fatigué, partage son royaume entre ses dix fils et son plus jeune frère Sancar-Chah qui, se voit attribuer Ereğli.
1. Qutb ad-Dîn Malik Chah reçoit Aksaray. Il attaque son père en 1189 et prend Konya. Il meurt en 1197.
2. Ghiyath ad-Dîn Kay Khusraw, reçoit Burğlu[3].
3. Süleyman Chah reçoit Tokat.
4. Nasir ad-Dîn berk Yaruk Chah reçoit Niksar.
5. Mughith ad-Dîn Togril Chah reçoit Elbistan. Dans l'hiver 1194/95 il est attaqué par l'aîné Qutb ad-Dîn Malik Chah. Il aurait trouvé refuge auprès de Léon II d'Arménie à moins qu'il n'ait été tué.
6. Nur ad-Dîn Mahmud Sultan Chah reçoit Sivas. Attaqué par l'aîné Qutb ad-Dîn Malik Chah, il est tué en 1193/94.
7. Mu`izz ad-Dîn Qaysar Chah reçoit Malatya ; Un de ses frères l'expulse de ce territoire en 1192/93. Il se réfugie auprès de Saladin.
8. Arslan Chah reçoit Niğde.
9. Muhyi ad-Dîn Mas`ûd Chah reçoit Ankara. Il est assassiné par son frère Süleyman Chah après la prise d'Ankara en 1204.
10. Le nom du dernier fils de Kılıç Arslan II reste inconnu[2].

L'aîné, Qutb ad-Dîn Malik Chah s'installe dans la capitale Konya / Iconium en 1189.
En 1192, Kılıç Arslan II décède. Kay Khusraw Ier succède à son père comme sultan de Roum mais ses frères continuent leurs querelles.
En 1193/94, l'aîné de la famille attaque Nur ad-Dîn Mahmud Sultan Chah est s'empare de Sivas.
En hiver 1194/95, Mughith ad-Dîn Togril Chah est attaqué par l'aîné de la famille qui s'empare d'Elbistan.

### Le règne (1197-1204/5)
En 1197, décès de l'aîné de la famille. Süleyman Chah en profite pour s'emparer de ses territoires ainsi que de ceux de Kay Khusraw Ier qui doit s'exiler à Constantinople.
En juin 1201, Süleyman Chah prend Malatya à son frère Mu`izz ad-Dîn Qaysar Chah et Erzurum à Mohammed Ibn Saltok. Il reconstitue ainsi l'unité du royaume de son père et la puissance seldjoukide.
En 1204, Muhyi ad-Dîn Mas`ûd Chah est assassiné par Süleyman Chah après la prise d'Ankara. La même année des événements importants se produisent : le sac de Constantinople par les croisés et le début de la conquête mongole par Genghis Khan. La quatrième croisade est détournée par les Vénitiens vers Constantinople. C'est l'occasion du sac de Constantinople. La ville et l'Empire perdent définitivement leurs ressources commerciales au profit des Vénitiens et des Génois. L'Empire se scinde en trois états : le despotat d'Épire, l'empire de Nicée et l'empire de Trébizonde. Après la prise de Constantinople, Théodore Ier Lascaris s'installe comme nouvel empereur byzantin de Nicée. Süleyman Chah décède. Son fils de trois ans, Kılıç Arslan, lui succède pour un règne d'un mois seulement.